# Copa Master de Supercopa 1994
De Copa Master de Supercopa 1994 was de tweede en laatste editie van deze Zuid-Amerikaanse voetbalcompetitie, die enkel openstond voor winnaars van de Supercopa Sudamericana. Hoewel er vijf ploegen konden meedoen aan het toernooi, trokken drie daarvan zich terug. Ook werd het toernooi verplaatst naar 1995, hoewel het Copa Master de Supercopa 1994 bleef heten. De twee resterende deelnemers, het Paraguayaanse Club Olimpia en Cruzeiro EC uit Brazilië speelden direct de finale. Cruzeiro trok hierin aan het langste eind, dankzij een strafschop van Marcelo Silva Ramos. Hierdoor kwalificeerden zij zich voor de Copa de Oro.

## Deelnemers
De volgende teams hadden in het verleden de Supercopa Sudamericana gewonnen en hadden recht op deelname aan de Copa Master de Supercopa. Aan de Supercopa Sudamericana mochten enkel ploegen meedoen die in het verleden de Copa Libertadores hadden gewonnen, dus alle deelnemers aan deze Supercopa Masters waren ook voormalig winnaars van dat toernooi. Titelverdediger CA Boca Juniors, São Paulo FC en Racing Club trokken zich terug voor de Copa Master de Supercopa, zodat er uiteindelijk maar twee deelnemers overbleven. Omdat het toernooi oorspronkelijk gespeeld zou worden voor het einde van de Supercopa Sudamericana 1994 werd de winnaar daarvan (CA Independiente) niet uitgenodigd.
| Deelnemer       | Titels Supercopa Sudamericana | Titels Copa Libertadores |
| --------------- | ----------------------------- | ------------------------ |
| Cruzeiro EC     | 2 (1991, 1992)                | 1 (1976)                 |
| CA Boca Juniors | 1 (1989)                      | 2 (1977 en 1978)         |
| Club Olimpia    | 1 (1990)                      | 2 (1979 en 1990)         |
| São Paulo FC    | 1 (1993)                      | 2 (1992, 1993)           |
| Racing Club     | 1 (1988)                      | 1 (1967)                 |

## Toernooi-opzet
De twee deelnemende clubs speelden een thuis- en een uitwedstrijd tegen elkaar. Bij een gelijke stand werd er niet verlengd, maar werden er gelijk strafschoppen genomen.

### Finale
|                                |                         |       |             |                                                                              |
| 3 maart 1995 21:10 uur (UTC−3) | Club Olimpia            | 0 - 0 | Cruzeiro EC | Estadio Defensores del Chaco, Asunción Scheidsrechter: Julio Matto (Uruguay) |
| 3 maart 1995 21:10 uur (UTC−3) | Verslag (Cruzeiropedia) |       |             | Estadio Defensores del Chaco, Asunción Scheidsrechter: Julio Matto (Uruguay) |

|                                 |                          |                         |              | |
| 16 maart 1995 21:40 uur (UTC−3) | Cruzeiro EC              | 1 - 0                   | Club Olimpia | Estádio Governador Magalhães Pinto, Belo Horizonte Toeschouwers: 17.425 Scheidsrechter: Javier Castrilli (Argentinië) |
| 16 maart 1995 21:40 uur (UTC−3) | Marcelo Ramos 76' (pen.) | Verslag (Cruzeiropedia) |              | Estádio Governador Magalhães Pinto, Belo Horizonte Toeschouwers: 17.425 Scheidsrechter: Javier Castrilli (Argentinië) |

Cruzeiro EC wint met 1–0 over twee wedstrijden.

| Winnaar Copa Master de Supercopa 1994 |
| ------------------------------------- |
| Cruzeiro EC 1e titel                  |